# The Weekly with Charlie Pickering
The Weekly with Charlie Pickering ist eine australische satirische Nachrichtensendung die vom Komiker Charlie Pickering moderiert wird. Weitere Hauptdarsteller sind Tom Gleeson und Kitty Flanagan.

## Geschichte
Die Erstausstrahlung fand am 22. April 2015 auf dem australischen TV-Sender ABC statt. Die erste Staffel wurde mit 20 Folgen angesetzt.
Am 18. September 2015 wurde eine zweite Staffel der Sendung in Auftrag gegeben. Die Erstausstrahlung dieser war am 3. Februar 2016.  Eine weitere Staffel wurde am 2. November 2016 in Auftrag gegeben. Diese wurde am 1. Februar 2017 erstausgestrahlt.
Zusätzlich zur Erneuerung der Serie im September 2015 wurde ebenfalls eine einmalige Spezialfolge mit dem Titel The Yearly in Auftrag gegeben, welche am 16. Dezember 2015 ausgestrahlt wurde. Eine zweite Spezialfolge wurde am 14. Dezember 2016 ausgestrahlt.

## Format
Die Sendung wird mit einem sogenannten cold open eröffnet, in der Pickering eine kurze Vorschau auf die kommenden Gäste und Berichte bietet. Das Format der Sendung wurde in der Vergangenheit aufgrund der ähnlichen Struktur mit John Olivers Last Week Tonight with John Oliver verglichen. Pickering stellt eine Auswahl der relevanten Nachrichten Themen der vergangenen Woche vor humoristischem Hintergrund vor. Die meisten Folgen enthalten ein Gespräch mit einem Korrespondenten (u. a. Adam Briggs, Loyiso Gola, Jonathan Pie, Tiff Stevenson und Wyatt Cenac), sowie einem kurzen Interview mit einem Gast. Ein zuvor vorbereiteter Sketch, eine Geschichte oder ein Interview werden normalerweise von Tom Gleeson und Kitty Flanagan aufgeführt. Die Sendung wird in den ABC Melbourne Studios vor einem Studiopublikum aufgezeichnet und später ausgestrahlt. Gleesons Interview-Segment Hard Chat ist an das Format Between Two Ferns with Zach Galifianakis angelehnt und wurde später auf als Quizshow mit dem Titel Hard Quiz aufgeführt.

## Folgen
| Staffel | Staffel  | Folgen | Erstausstrahlung   | Erstausstrahlung    | Erstausstrahlung |
| Staffel | Staffel  | Folgen | Erste Ausstrahlung | Letzte Ausstrahlung |                  |
| ------- | -------- | ------ | ------------------ | ------------------- | ---------------- |
|         | 1        | 20     | 22. April 2015     | 2. September 2015   |                  |
|         | 2        | 14     | 3. Februar 2016    | 4. Mai 2016         |                  |
|         | 3        | 20     | 1. Februar 2017    | 14. Juni 2017       |                  |
|         | 4        | 20     | 2. Mai 2018        | 12. September 2018  |                  |
|         | 5        | 14     | 20. März 2019      | 19. Juni 2019       |                  |
|         | 6        | 14     | 29. April 2020     | 29. Juli 2020       |                  |
|         | Specials | 5      | 16. Dezember 2015  | 18. Dezember 2019   |                  |

## The Yearly with Charlie Pickering
The Yearly with Charlie Pickering ist eine jährliche Spezialfolge die die Highlights des vergangenen Jahres zusammenfasst. Sie stellt die The Weekly Person des Jahres vor. Die Erstausstrahlung war am 16. Dezember 2015. Die zweite Sendung wurde am 14. Dezember 2016 ausgestrahlt.

## Auszeichnungen und Nominierungen
| Jahr | Auszeichnung         | Kategorie                                                  | Gewinner und Nominierte                                                                  | Ergebnis  | Quelle |
| ---- | -------------------- | ---------------------------------------------------------- | ---------------------------------------------------------------------------------------- | --------- | ------ |
| 2015 | 5th AACTA Awards     | AACTA Award for Best Light Entertainment Television Series | Charlie Pickering, Kevin Whyte, Chris Walker, Frank Bruzzese                             | Gewonnen  | [ 7 ]  |
| 2016 | Logie Awards of 2016 | Most Outstanding Entertainment Program                     | The Weekly with Charlie Pickering                                                        | Nominiert | [ 8 ]  |
| 2017 | Logie Awards of 2017 | Most Outstanding Entertainment Program                     | The Weekly with Charlie Pickering                                                        | Nominiert | [ 9 ]  |
| 2018 | 8th AACTA Awards     | Best Entertainment Program                                 | The Weekly with Charlie Pickering; Chris Walker, Kevin Whyte, Charlie Pickering, Jo Long | Gewonnen  | [ 10 ] |